# Nibiru (planeta)

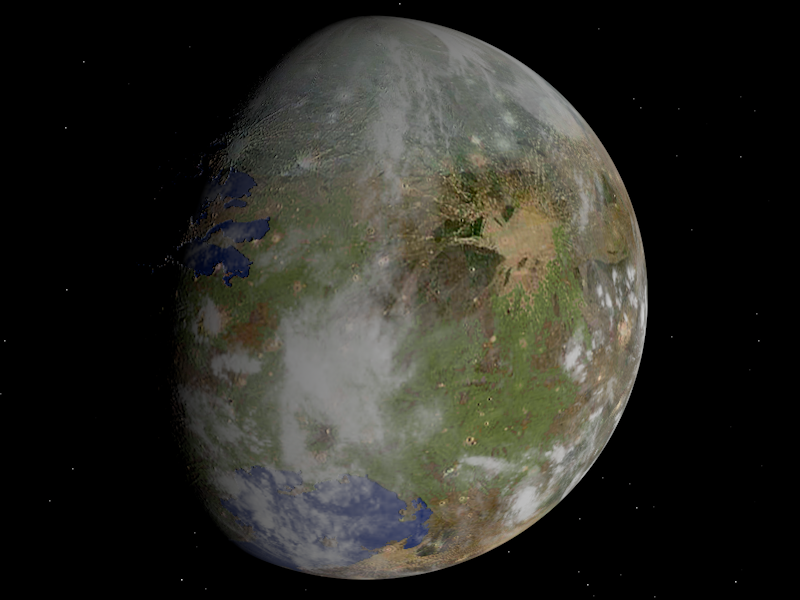
Nibiru (interpretación del artista).

Nibiru es el nombre de un cuerpo celeste de la mitología babilónica.

## Nibiru en la mitología de Babilonia
Nibiru, para los babilonios, era un cuerpo celeste asociado con el dios Marduk. Nibiru significa "lugar que cruza" o "lugar de transición". En muchos textos babilonios se identifica con el planeta Júpiter, aunque en la tablilla 5 de la Enûma Elish se asocia con la estrella polar.

## Astronomía y pseudociencia
Aunque en algunos círculos esotéricos se ha propuesto que Nibiru es un planeta más allá de Neptuno que cruza las órbitas del resto de planetas, la comunidad científica niega tajantemente la existencia de un planeta así, y ha realizado múltiples declaraciones en este sentido. Para los astrónomos, «las persistentes declaraciones acerca de un planeta cercano pero invisible son simplemente absurdas».
Desde los foros científicos se alerta sobre una estrategia habitual para confundir y alimentar el mito de la existencia de este planeta, consistente en relacionar el planeta ficticio Nibiru con cualquier comentario acerca del Planeta X o con el planeta enano Eris.
En 1930, Clyde Tombaugh descubrió el planeta Plutón, después de una sistemática búsqueda iniciada por el Observatorio Lowell como resultado de las predicciones de Lowell acerca de la existencia de un miembro adicional en nuestro sistema solar (debidas a la órbita irregular de Neptuno). Sin embargo, se comprobó que la masa de Plutón era diminuta, y una vez analizada la órbita de Caronte (el satélite de Plutón) se encontró que la masa del sistema era demasiado pequeña para afectar a la órbita de Neptuno. La búsqueda del Planeta X continuó.
En 1983 se produjo el lanzamiento del satélite-telescopio infrarrojo IRAS. Basadas en las observaciones de este satélite, se publicaron unas declaraciones, y posteriormente en 1984 también un artículo científico en la revista Astrophysical Journal Letters, titulado “Unidentified point sources in the IRAS minisurvey” (‘fuentes puntuales no identificadas en el miniestudio de IRAS’), en las que se discutían varias fuentes infrarrojas detectadas de origen desconocido.
Este artículo provocó gran revuelo, y el resurgimiento de todo tipo de bulos y teorías conspirativas.
No obstante, más tarde se descubriría que estos «objetos misteriosos» resultaron ser galaxias lejanas.
En 2008, un equipo japonés anunció que según sus cálculos, debía existir un planeta no descubierto a una distancia de unas 100 UA. (la unidad astronómica es la distancia media entre la Tierra y el Sol: unos 150 millones de kilómetros) con un tamaño de hasta dos tercios del de la Tierra. Estos cálculos refuerzan la hipótesis de la existencia de un Planeta Nueve, pero nada hace pensar que su órbita pueda ser distinta a la del resto de objetos del cinturón de Kuiper.

## Su influencia en la cultura popular
En 2005 fue publicado un videojuego llamado Nibiru: el mensajero de los dioses; es una aventura gráfica de la compañía Future Games, con la producción de The Adventure Company. La historia parte de un supuesto hallazgo de los nazis, al final de la Segunda Guerra Mundial, de la manera de aprovecharse de la tecnología de los habitantes del planeta, pero sin tiempo para conseguir influir en el resultado de la guerra. Sus hallazgos quedarían escondidos y es en el tiempo actual cuando vuelven a aparecer, en esta aventura que destaca por sus grafismos y su ambiente de intriga.
En 2008 se publicó la novela La clave de Leo, de Ricardo Vega, donde se hace referencia al planeta Nibiru (también llamado Marduk por el autor), como un planeta del sistema solar que posea una órbita muy excéntrica con respecto al Sol. Según la trama de la historia, el planeta no pertenecía al conjunto de cuerpos celestes que orbitaban alrededor del Sol, pero en su paso por el sistema solar la órbita de uno de ellos se interseccionó con la de su luna Tiamat, dando origen al planeta Tierra. Luego los ficticios habitantes de Nibiru o Marduk (llamados anunnakis) colonizaron el nuevo planeta con sus conocimientos y habilidades tecnológicas. El planeta retorna cíclicamente al sistema solar, y en su recorrido su órbita transcurre cercana a la órbita de nuestro planeta, generando toda clase de desastres climáticos.
En 2019, el juego de cartas intercambiables (TCG en occidente y OCG en Oriente) Yu-Gi-Oh! introdujo "Nibiru, el Ser Primitivo", una carta que muestra un gran asteroide entrando en la atmósfera de un planeta, el efecto cataclísmico que provocaría en la vida del planeta se traduce en un sacrificio de todos los monstruos en el campo, cuando el rival ha realizado su quinta o superior invocación.

## Visibilidad de Nibiru
Continuamente, diversos blogs y páginas pseudocientíficas han afirmado que Nibiru ya es visible o que la NASA ha ocultado la información, dando como prueba un efecto óptico que se produce en las cámaras de baja calidad al fotografiar el Sol (nunca se ve a simple vista). En Google se cuentan por miles las páginas, aunque no hay referencias científicas. Uno de los argumentos típicos para explicar la falta de visibilidad sostiene que: "El ojo humano solo puede ver los colores que están dentro del espectro de luz visible, es decir, cuando la emisión de luz posee una longitud de onda de 400 – 700 nm. En cambio la luz del infrarrojo posee longitud de onda mayor, por lo que necesitamos una cámara que sea capaz de detectar la luz infrarroja, que presumiblemente sea la que Nibiru emita". Sin embargo, al mismo tiempo plantean que Nibiru es un planeta (por lo tanto debe reflejar la luz visible del Sol) y no una estrella que emita luz. El supuesto planeta nunca fue visto ni detectado por instrumentos.